# Piotr Świerczewski
Piotr Jarosław Świerczewski (n. 8 aprilie 1972, Nowy Sącz, voievodatul Polonia Mică, Polonia) este un fost fotbalist polonez.

## Statistici
| Polonia | Polonia | Polonia |
| An      | Meciuri | Goluri  |
| ------- | ------- | ------- |
| 1992    | 2       | 0       |
| 1993    | 10      | 1       |
| 1994    | 3       | 0       |
| 1995    | 8       | 0       |
| 1996    | 0       | 0       |
| 1997    | 7       | 0       |
| 1998    | 8       | 0       |
| 1999    | 6       | 0       |
| 2000    | 9       | 0       |
| 2001    | 9       | 0       |
| 2002    | 6       | 0       |
| 2003    | 2       | 0       |
| Total   | 70      | 1       |